# Delia parafrontella
Delia parafrontella är en tvåvingeart som beskrevs av Willi Hennig 1974. Delia parafrontella ingår i släktet Delia och familjen blomsterflugor. Inga underarter finns listade i Catalogue of Life.